# Municipio de Valley (condado de Reno)
El municipio de Valley (en inglés: Valley Township) es un municipio ubicado en el condado de Reno en el estado estadounidense de Kansas. En el año 2010 tenía una población de 847 habitantes y una densidad poblacional de 5,88 personas por km².

## Geografía
El municipio de Valley se encuentra ubicado en las coordenadas 38°0′32″N 97°45′5″O / 38.00889, -97.75139. Según la Oficina del Censo de los Estados Unidos, el municipio tiene una superficie total de 144.16 km², de la cual 143,15 km² corresponden a tierra firme y (0,7 %) 1,01 km² es agua.

## Demografía
Según el censo de 2010, había 847 personas residiendo en el municipio de Valley. La densidad de población era de 5,88 hab./km². De los 847 habitantes, el municipio de Valley estaba compuesto por el 96,22 % blancos, el 0,71 % eran afroamericanos, el 0,24 % eran amerindios, el 0,59 % eran asiáticos, el 0,24 % eran de otras razas y el 2,01 % eran de una mezcla de razas. Del total de la población el 2,24 % eran hispanos o latinos de cualquier raza.